# Clubiona kurilensis
Clubiona kurilensis là một loài nhện trong họ Clubionidae.
Loài này thuộc chi Clubiona. Clubiona kurilensis được Friedrich Wilhelm Bösenberg & Embrik Strand miêu tả năm 1906.